# Буль, Людвиг фон
Людвиг фон Буль (нем. Ludwig von Buhl; 1816—1880) — немецкий физиолог и патолог.

## Биография
Людвиг фон Буль родился 4 января 1816 года в городе Мюнхене, там же окончил гимназический курс и поступил в местный университет. Затем продолжил обучение медицине в Венском университете, после чего с 1842 по 1844 год работал ассистентом в Мюнхенской больнице, а затем поехал учиться в Сорбонну.
Вернувшись в родной город, он взялся за преподавание в альма-матер физической диагностики, патологической анатомии и микроскопии.
Для диагностических исследований ему было предоставлено отделение внутренних болезней в мюнхенской больнице. Вместе с коллегой Карлом Тиршем (нем. Carl Thiersch; 1822—1895) фон Буль занялся патолого-анатомическими работами, причем Тирш занимался более хирургическими, а Буль внутренними патологиями.
После ухода Тирша, Буль взял на себя прозекторство и в 1850 году был назначен экстраординарным профессором, а в 1859 году ординарным профессором общей патологии и патологической анатомии Мюнхенского университета.
С 1875 года возглавил патологический институт.
Людвиг фон Буль умер в Мюнхене 30 июля 1880 года.
Одна из наиболее значительных из его работ: «Lungenentzündung, Tuberkulose und Schwindsucht» (Мюнхен, 1872; 2 издание 1874), была переведена на английский и русский языки. Кроме того, он напечатал большое число мемуаров о тифе, холере, болезнях печени, родильной горячке и т. д. В 1861 году он описал редкое расстройство у новорождённых, которая известна как «Болезнь Буля».